# 达丽亚·多纳

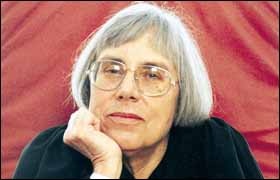
达丽亚·多纳

达丽亚·多纳（1934年生于土耳其，1944年移居以色列），以色列自由派法理学家及最高法院法官。在海法读完小学、中学，后就读于耶路撒冷希伯来大学法律系，1956年获得学位。1979-1984任别是巴地方法院法官，1984-1994任耶路撒冷地方法院法官。她曾作出一份颇具开拓性的裁决，反对对同性恋之歧视。她的裁决只基于一个标准——人类的自由与尊严。在以色列政府长期拘留Shaykh Abd al-Karim Ubayd以作为人质的案件上，她站在少数派一边，认为政府的该行为与战争法相抵触。多纳于2004年退休。